# Edicto de Compiègne

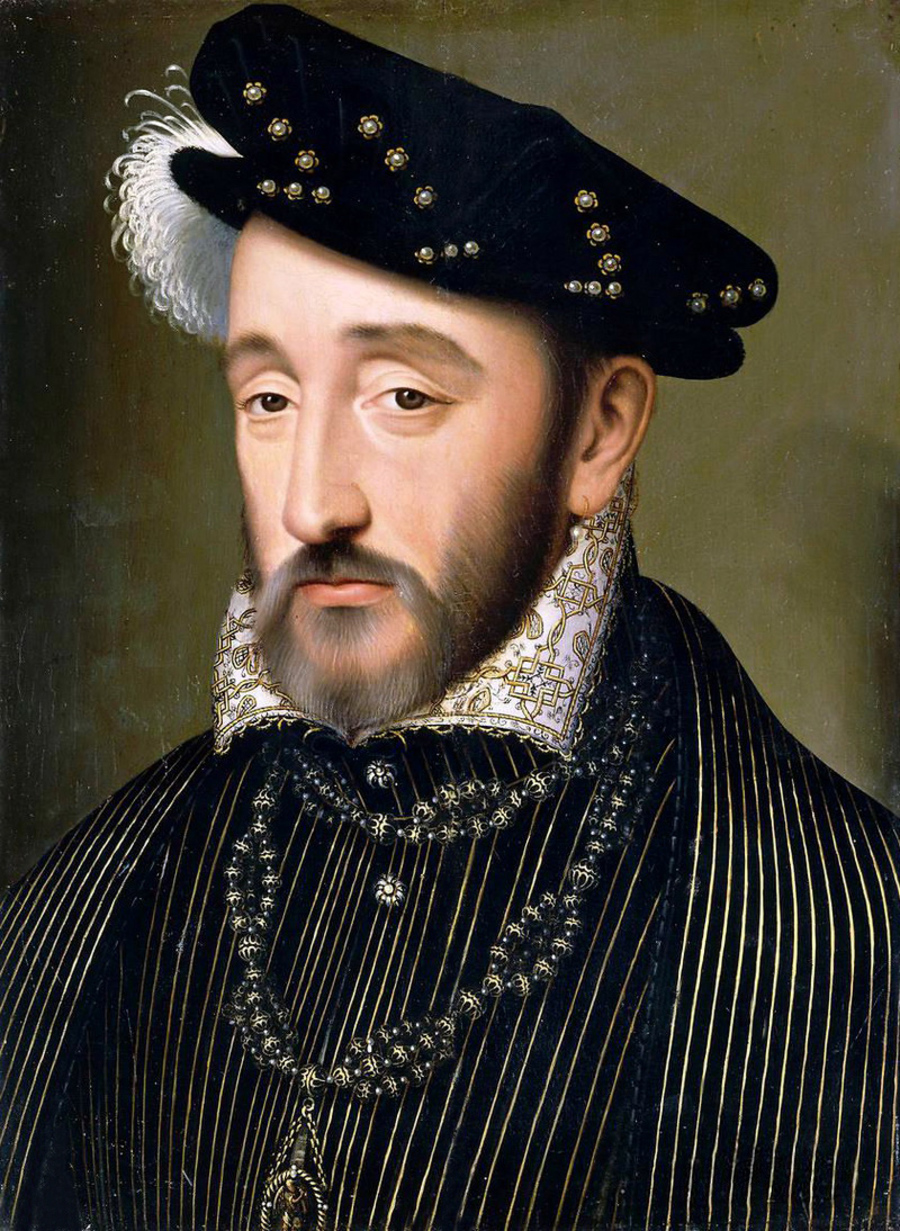
Enrique II de Francia emitió el Edicto de Compiègne el 24 de julio de 1557.

El Edicto de Compiègne (en francés: Édit de Compiègne), fue promulgado por Enrique II de Francia en el Palacio de Compiègne el 24 de julio de 1557, estableciendo la pena de muerte para todas las condenas a relapsos y «sacramentarios», para quienes viajasen a Ginebra o publicasen libros allí, para los iconoclastas que blasfemasen contra las imágenes religiosas y para la prédica o incluso la participación ilegal en reuniones religiosas, públicas o privadas.

## Descripción
Fue el tercero de una serie de castigos cada vez más severos para las expresiones del protestantismo en Francia. Al elevar los riesgos, que ahora literalmente se convirtieron en asuntos de vida o muerte, el Edicto tuvo el resultado de precipitar la larga crisis religiosa de Francia y acelerar el inicio de las sucesivas guerras francesas de Religión, que no se resolvieron hasta el edicto de tolerancia de Enrique IV, el Edicto de Nantes (1598).

## Historia
La fuente del «contagio», tal y como lo expresaron los panfletistas de la corte, fue Ginebra, donde el francés Juan Calvino logró la supremacía religiosa indiscutible en 1555, el mismo año en que la Iglesia Reformada francesa se organizó en un sínodo en París, no lejos de la residencia real en el Louvre. En la Paz de Augsburgo firmada ese mismo año en Alemania, el concepto esencial fue Cuius regio, eius religio, «A tal reinado, tal religión». En otras palabras, la religión del rey u otro gobernante sería la religión de su pueblo. Los pequeños príncipes de Alemania pudieron dictar la religión de sus súbditos, y el rey de Francia sintió que sería una señal de debilidad no hacer otro tanto: «Un Rey, una fe» se convertiría en el grito de guerra del partido ultracatólico de la facción de Guisa.
El Parlamento de París estaba profundamente dividido en estos asuntos. Cuando el Rey se dirigió al Parlamento para recibir su consejo formal sobre los mejores medios para castigar y erradicar la herejía, las voces moderadas del presidente Séguier y el consejero du Drac se manifestaron contra el nuevo edicto propuesto (como innecesario) y se opusieron específicamente a la introducción de una Inquisición en Francia, una innovación que parecería eludir la justicia del rey, conferida al parlamento.
El preámbulo del Edicto de Compiègne, como otros anteriores, hacía hincapié en la ineficacia de los tribunales para actuar contra los «herejes», debido a la malicia o indulgencia de los jueces. El Edicto sancionó un escrito papal que estableció un tribunal de la Inquisición en Francia, aunque el Parlamento se demoró en actuar y acabó rescindiéndose en abril de 1558. Hubo vacilaciones incluso para proclamar el edicto: «En el último día de 1557, los oficiales del rey se quejaron nuevamente de que el tribunal aún no había deliberado sobre el último edicto del rey (Compiègne), presentado hace cuatro meses. Desestimaban el caso: el edicto había sido presentado el 24 de julio de 1557 y se registró en enero de 1558».
Pero los primeros efectos del Edicto ya habían tenido lugar. El 4 de septiembre de 1557, una turba enfurecida entró en una reunión calvinista en una casa particular de la rue Saint-Jacques. Encontraron a nobles y funcionarios reales, respetados artesanos, mujeres y niños. Cerca de 132 personas fueron arrestadas y arrojadas a prisión. El 14 de septiembre, tres personas, incluida una viuda noble, fueron quemadas públicamente en la plaza Maubert.